# Ощепков, Пётр Платонович
Пётр Платонович Ощепков — советский хозяйственный, государственный и политический деятель.

## Биография
Родился в 1905 году в деревне Олбут в Якутской области. Член ВКП(б) с 1940 года.
С 1924 года — на хозяйственной, общественной и политической работе. В 1924—1962 гг. — учитель, заведующий начальной школой, заведующий районным отделом образования, участник Великой Отечественной войны, заместитель командира роты по политчасти в 266-м стрелковом полку 93-й сд 57-й армии 3-го Украинского фронта, заведующий отделом, секретарь райкома КПСС, председатель колхоза имени Димитрова Олекминского района Якутской АССР.
Избирался депутатом Верховного Совета СССР 5-го созыва.